# 元嘉 (刘宋)
元嘉（424年—453年）是南朝宋皇帝宋文帝刘义隆的年号，共计29年餘。由於宋文帝的兒子刘劭弑父自立改元太初，后刘劭兵败被杀，刘骏即位。通常的帝系表將其後繼位改元孝建的宋孝武帝當作繼承者。
三十年四月孝武帝劉駿即位沿用。

## 纪年
| 元嘉 | 元年     | 二年     | 三年     | 四年     | 五年     | 六年     | 七年     | 八年     | 九年     | 十年   |
| ---- | -------- | -------- | -------- | -------- | -------- | -------- | -------- | -------- | -------- | ------ |
| 公元 | 424年    | 425年    | 426年    | 427年    | 428年    | 429年    | 430年    | 431年    | 432年    | 433年  |
| 干支 | 甲子     | 乙丑     | 丙寅     | 丁卯     | 戊辰     | 己巳     | 庚午     | 辛未     | 壬申     | 癸酉   |
| 元嘉 | 十一年   | 十二年   | 十三年   | 十四年   | 十五年   | 十六年   | 十七年   | 十八年   | 十九年   | 二十年 |
| 公元 | 434年    | 435年    | 436年    | 437年    | 438年    | 439年    | 440年    | 441年    | 442年    | 443年  |
| 干支 | 甲戌     | 乙亥     | 丙子     | 丁丑     | 戊寅     | 己卯     | 庚辰     | 辛巳     | 壬午     | 癸未   |
| 元嘉 | 二十一年 | 二十二年 | 二十三年 | 二十四年 | 二十五年 | 二十六年 | 二十七年 | 二十八年 | 二十九年 | 三十年 |
| 公元 | 444年    | 445年    | 446年    | 447年    | 448年    | 449年    | 450年    | 451年    | 452年    | 453年  |
| 干支 | 甲申     | 乙酉     | 丙戌     | 丁亥     | 戊子     | 己丑     | 庚寅     | 辛卯     | 壬辰     | 癸巳   |

## 参看
- 中国年号列表
  - 其他时期使用元嘉的年号
- 同期存在的其他政权年号
  - 泰始（432年正月-437年四月）：南北朝時益州領導趙廣、程道養年号
  - 建義（436年三月-442年五月）：仇池政权楊難當年号
  - 建弘（420年正月-428年五月）：西秦政权乞伏熾磐年号
  - 永弘（428年五月—431年正月）：西秦政权乞伏暮末年号
  - 太平（409年十月-430年十二月）：北燕政权冯跋年号
  - 太兴（431年正月-436年五月）：北燕政权冯弘年号
  - 玄始（412年十一月-428年）：北凉政权沮渠蒙逊年号
  - 承玄（428年六月-431年）：北凉政权沮渠蒙逊年号
  - 義和（431年六月-433年四月）：北凉政权沮渠蒙逊年号
  - 承和（433年四月-439年九月）：北凉政权沮渠牧犍年号
  - 建平：與北凉和高昌政权有關年号
  - 承平（443年-460年）：北凉政权沮渠無諱、沮渠安周年号
  - 真興（419年二月-425年七月）：夏国政权赫连勃勃年号
  - 承光（425年八月-428年二月）：夏国政权赫连昌年号
  - 胜光（428年二月-431年六月）：夏国政权赫连定年号
  - 始光（424年正月-428年正月）：北魏政权魏太武帝拓跋燾年号
  - 神䴥（428年二月-431年十二月）：北魏政权魏太武帝拓跋燾年号
  - 延和（432年正月-435年正月）：北魏政权魏太武帝拓跋燾年号
  - 緣禾：與北凉和高昌政权有關年号
  - 太延（435年正月-440年六月）：北魏政权魏太武帝拓跋燾年号
  - 太緣：與北凉和高昌政权有關年号
  - 太平真君（440年六月-451年六月）：北魏政权魏太武帝拓跋燾年号
  - 正平（451年六月-452年二月）：北魏政权魏太武帝拓跋燾年号
  - 承平（452年二月-十月）：北魏政权北魏南安王拓跋余年号
  - 兴安（452年二月-454年七月）：北魏政权魏文成帝拓跋濬年号